# Dizi

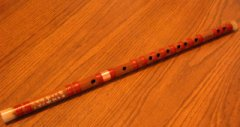
Dizi.

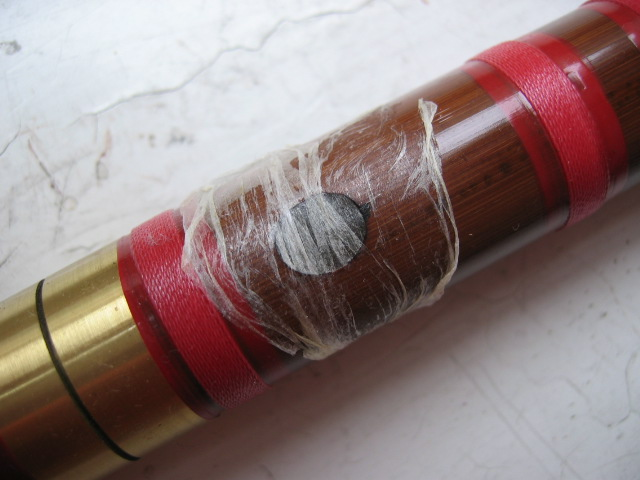
Embocadura.

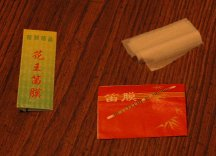
Membrana de bambú de un dizi

El dizi (chino: 笛子; Wade-Giles: ti2-tzŭ3; pinyin: dízi) es una flauta transversal china construida con caña de bambú. En ocasiones se la conoce también con los nombres de di (笛, ti) o de hengdi (橫笛, hêng-ti) y tiene algunas variantes, como el qudi (曲笛, ch'ü-ti) y el bangdi (梆笛, pang-ti).
Todos estos nombres tienen múltiples representaciones ortográficas, dependiendo del sistema de transliteración utilizado para traducir los nombres chinos, si bien dizi es el nombre (y la forma escrita) más común con el que se conoce esta flauta en Occidente.
Aunque la caña de la planta del bambú es el material más común para la fabricación de dizis, es posible encontrar ejemplos de este instrumento confeccionados con otros tipos de madera e incluso con piedras. Los dizi fabricados con jade (o yudi / yü-ti, 玉笛) son muy apreciados por los coleccionistas interesados en la belleza casi mágica de este material y por los intérpretes profesionales que buscan un instrumento con un aspecto que realce la calidad de sus interpretaciones. Sin embargo, el jade, como el metal, no es el material más adecuado para la fabricación de un dizi dado que no posee una tonalidad tan resonante como la del bambú. 
El dizi es un instrumento musical de gran importancia, utilizado no solamente en la música folclórica y en las óperas y orquestas chinas, sino también en la música popular exportada a Occidente. Tradicionalmente ha sido también un instrumento popular entre las clases chinas menos pudientes debido a la facilidad de su confección y de su transporte, y a su bello sonido.
El dizi no es la única flauta de bambú de China, si bien es, ciertamente, la más distintiva de este país. Otros instrumentos chinos de viento fabricados con bambú son la flauta xiao, el guanzi, el koudi y el bawu.